# Spinal Cord
Spinal Cord ist eine polnische Death- und Thrash-Metal-Band aus Busko-Zdrój, die im Jahr 1999 gegründet wurde.

## Geschichte
Die Band wurde im Jahr 1999 von dem Sänger Michał „Barney“ Bachrij, dem Bassisten Michal „Boba“ Dobaj, dem Schlagzeuger Sebastian „Basti“ Łuszczek und den Gitarristen Piotr „Smoq“ Smodrzewski und Krystian „Dino“ Wojdas gegründet. Es folgte ein erstes Demo namens A.D. 2000, ehe die Gruppe ihr Debütalbum Ende 2002 und Anfang 2003 aufnahm. Zur selben Zeit unterzeichnete die Band einen Vertrag bei Empire Records über drei Alben, worüber das Debüt Remedy 2003 erschien. Dobaj verließ die Band noch im selben Jahr und wurde durch Marcin „Novy“ Nowak ersetzt. Bereits 2004 schloss sich das zweite Album Stigmata of Life an.

## Stil
Alex Henderson von Allmusic bezeichnete die Musik der Band als Death Metal mit Thrash-Metal-Einflüssen, wobei der Einsatz von Tempowechseln charakteristisch sei, während der gutturale Gesang charakteristisch sei. Zudem sei die Musik stark durch Thrash-Metal-Bands wie Megadeth und Testament und gelegentlich auch Power-Metal- und Progressive-Rock-Einflüsse hörbar.
Auch Martin Wickler vom Metal Hammer ordnete Remedy dem Death Metal zu, wobei Gitarrensoli an Thrash-Metal-Bands wie Slayer erinnern würden. Auch Wickler bezeichnete den Gesang als extrem tief, während die Bass- und Snaredrum schnell gespielt werden würden.

## Diskografie
- 2000: A.D. 2000 (Demo, Eigenveröffentlichung)
- 2003: Remedy (Album, Empire Records)
- 2004: Stigmata of Life (Album, Empire Records)